# Christa Tordy
Christa Tordy (née Anna Liese Marie Uhlhorn, 30 juin 1904 - 28 avril 1945) était une actrice de cinéma allemande. Elle a été découverte lors d'une visite à sa cousine Mady Christians à Berlin. Elle est ensuite devenue brièvement une actrice de premier plan avant de prendre sa retraite après avoir épousé Harry Liedtke. Elle a été assassinée avec son mari par l'Armée rouge soviétique à son domicile lors de l'invasion de l'Allemagne pendant la Seconde Guerre mondiale.

## Biographie
Christa Tordy est née Anna Liese Marie Uhlhorn, le 30 juin 1904, à Brême. Elle a passé son enfance à Wiesbaden après que son père y ait pris sa retraite. Elle y fréquente le lycée local, dont elle sort diplômée à 17 ans, et commence à étudier l'histoire de l'art, l'archéologie, la philosophie et l'histoire littéraire à Berlin et Munich, terminant ses études à Breslau avec un doctorat. Pendant ses études, elle a également participé au théâtre étudiant, créant et mettant en scène des pièces,.
En 1925, alors que Tordy rend visite à sa cousine Mady Christians alors qu'elle travaillait sur le film A Waltz Dream, elle est remarquée par le réalisateur Ludwig Berger ou le directeur de la photographie Werner Brandes, qui la persuade de faire des photos d'essai.
Tordy fait ses débuts au cinéma dans The Sea Cadet (1926), suivi de His Toughest Case (1926). Elle joue ensuite dans Prinz Louis Ferdinand (1927) et Potsdam (1927), tous deux aux côtés de Hans Stüwe. Sa dernière apparition à l'écran fut dans Love on Skis (1928), dans lequel elle joua avec son mari Harry Liedtke.
Tordy et Liedtke se marient le 27 mars 1928 et Tordy prend sa retraite dans l'indistrie du cinema peu de temps après. Au cours de sa carrière, elle n'est apparue que dans 8 films.

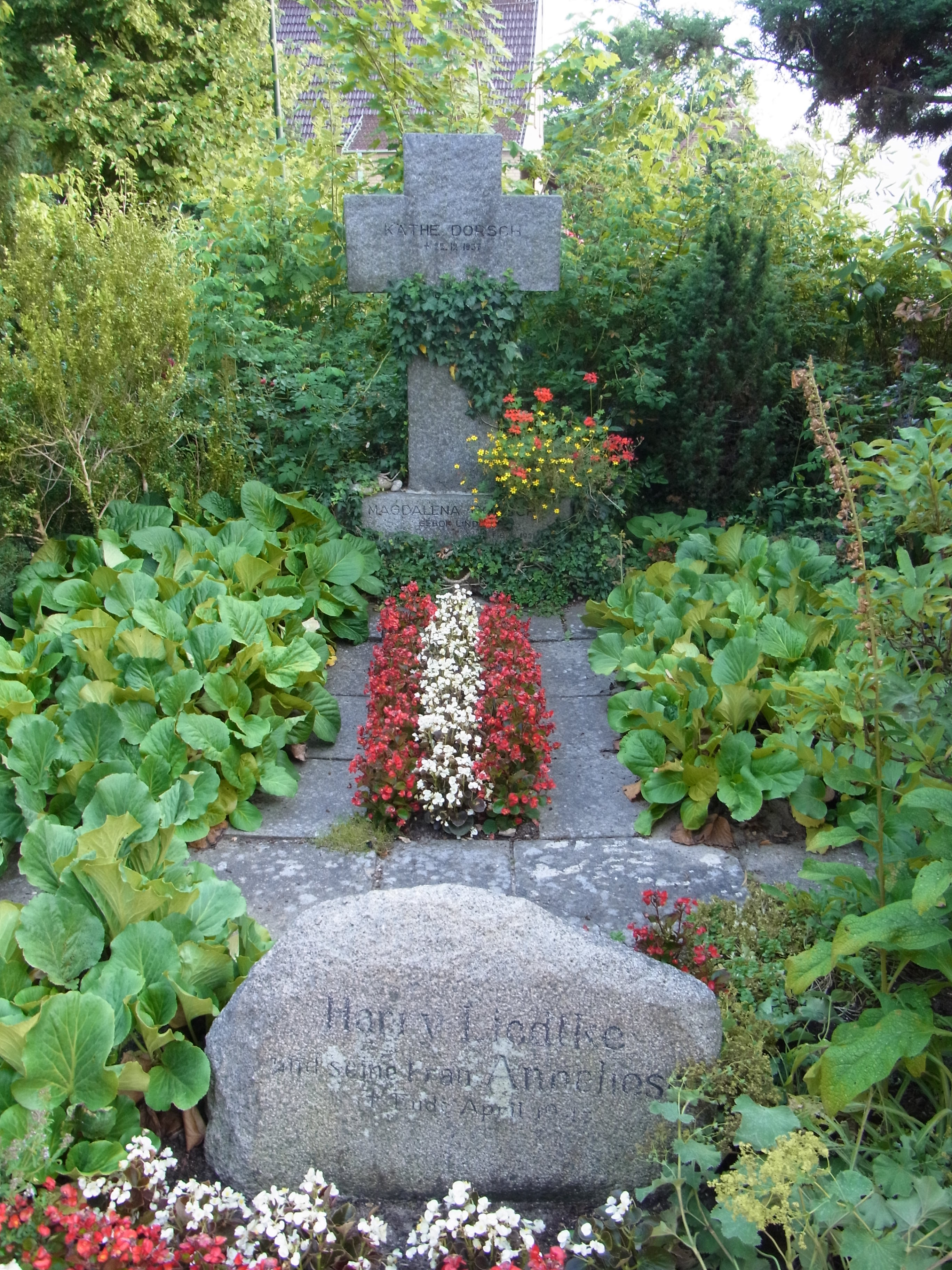
Tombe de Harry Liedtke et de ses épouses Käthe Dorsch et Christa Tordy à Pieskow, Bad Saarow

Le 28 avril 1945, Christa Tordy et Harry Liedtke sont assassinés par des soldats de l'Armée rouge soviétique. Liedtke essaya d'empêcher le viol et le meurtre de sa femme, mais il est tué après avoir été frappé à la tête avec une bouteille de bière, ou après avoir été matraqué à mort. Juste avant leur meurtre, le couple avait essayé de se suicider.
Les corps de Tordy et Liedtke furent exhumés en octobre 1948 et enterrés au cimetière Waldfriedhof de Saarow-Pieskow,. À sa mort en 1957, l'ex-femme de Liedtke, Käthe Dorsch, fut enterrée aux côtés du couple.

## Filmographie
- Le cadet de la marine (1926)
- Son cas le plus difficile (1926)
- Prince Louis Ferdinand (1927)
- Le Beichte des Feldkuraten (1927)
- Potsdam (1927)
- La légende de Genève (1928)
- La Comtesse de Sable (1928)
- L'Amour à ski (1928)